# Ács Eszter
Ács Eszter (Kecskemét, 1990. december 4. –) Jászai Mari-díjas magyar színművésznő.

## Életpályája
Szülei színházi szakemberek. A helyi Református Általános Iskola tanulója volt. Középiskolai tanulmányait Békéscsabán és Budapesten végezte. 2012-2017 között a Kaposvári Egyetem színművész szakos hallgatója volt. 2017-től a Nemzeti Színház tagja.
A 2011 és 2019 között működött Pegazusok Nem Léteznek zenekar énekese volt.

### Családja
Férje 2022-től Horváth Lajos Ottó színész. 2024-ben gyermekük született.

## Fontosabb színházi szerepei

### Nemzeti Színház
- Bánk bán (2023) – Gertrudis
- Don Juan (2023) – Maturina
- Ők tudják, mi a szerelem (2022) – A szobalány
- A kertész kutyája (2022) – Anarda
- Üvegfigurák (2021) – Laura Wingfield, a lánya
- Vadászat (2021) – Tanítónő
- Forró mezők (2020) – Karankáné, Jegyzőné, Falábúné
- Leánder és Lenszirom (2020) – I-II. Kárókatona, Unkafiú, Unkalány, Csújjogos, Csijjegős
- Tizenhárom almafa (2020) – Pesti hölgy
- A súgó (2020) – Bizonytalan
- Tartuffe (2019) – Elmira, Orgon felesége
- Médeia (2019) – A korinthoszi nők kórusa

- Meggyeskert (2019) – Várja, a fogadott leánya
- Othello (2018) – Desdemona
- Az ember tragédiája (2018) – Éva
- Szent szörnyetegek (2017) – Liane
- Bánk bán (2017) – Bendeleiben Izidora, türingiai leány
- Az Úr komédiásai (2017) – I. Angyal (2016-2018)
- Részegek (2016) – Laura
- Cyrano de Bergerac (2016) – Roxane
- Csongor és Tünde (2016) – Tünde
- Szindbád (2015)
- Psyché (2015)
- Szeszélyes nyár (2015) – Iveta, Szőke lány II., Józsi néni (2015-2017)
- Fekete ég – Molnár Ferenc: A fehér felhő (2014)
- János vitéz (2014) – Jancsi nevelőanyja
- Ingyenélők (2015) – Borcsa, szakácsné (2014-2016)

## Film és sorozatszerepei
- Csak színház és más semmi (2017) – újságíró
- Apatigris (2023) – nyertes anya

## Díjak
- Jászai Mari-díj (2023)[9]